# کوچه‌های باریک
کوچه‌های باریک فیلمی به کارگردانی  و نویسندگی علی زمانی عصمتی ساختهٔ سال ۱۳۸۳ است.

## بازیگران
- پریسا پورقاسمی
- میثم جهان خواه
- سیدمحمد حسینی
- رضا حسینی
- علی زمانی عصمتی
- صدیقه آرامی
- رجب زارعشاهی
- میرزا آقازارع
- عباس حداد